# Rio Santa Joana
O Rio Santa Joana é um rio brasileiro do estado do Espírito Santo. É um afluente da margem direita do Rio Doce.
O rio Santa Joana apresenta 87 km de extensão e drena uma área de 891 km². Sua nascente está localizada no município de Afonso Cláudio a uma altitude de 1140 metros. Em seu percurso, atravessa a zona urbana dos municípios de Itarana e Itaguaçu. No município de Colatina, o rio Santa Joana tem sua foz no rio Doce. 